# مایکل هارنی
مایکل جی. هارنی بازیگر تلویزیون، سینما و تئاتر آمریکایی است. وی از سال ۱۹۹۳ در این زمینه مشغول فعالیت است. از جمله کارهای او بازی در سریال نارنجی مد جدید است (نت‌فلیکس) و فصل اول کارآگاه حقیقیمحصول شبکه اچ‌بی‌او است که در ابتدای سال ۲۰۱۴ پخش می‌شد.

## فیلم‌ها
ستاره‌ای متولد شده‌است، ۲۰۱۸، کارگردان بردلی کوپر
من نرو هستم ، ۲۰۱۶، کارگردان رفیع پیتز

## پیوند
- مایکل هارنی در بانک اطلاعات اینترنتی فیلم‌ها